# Бізнес-інкубатор

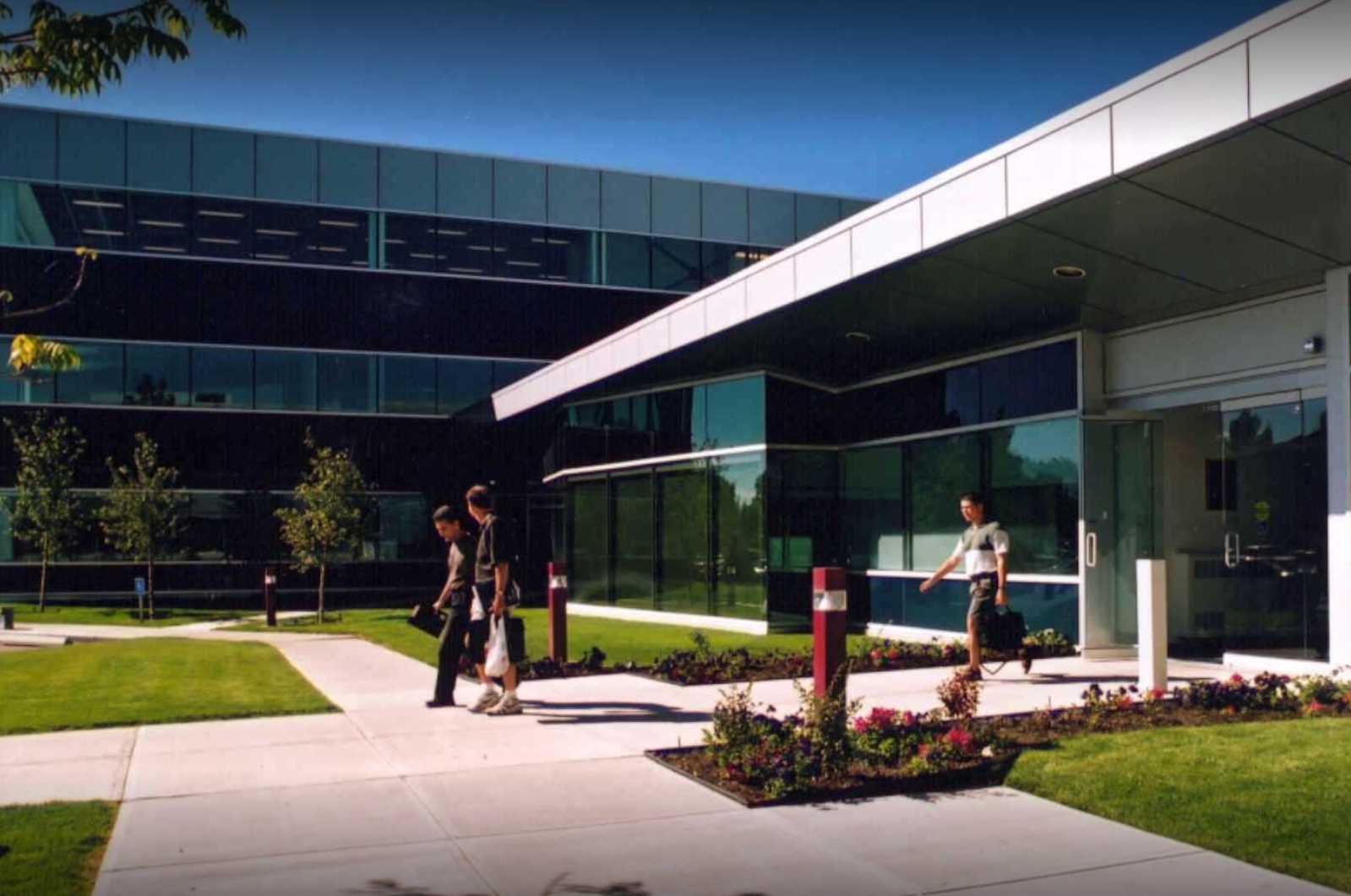
Вхід до Innovate Calgary, бізнес-інкубатора Університету Калгарі.

Бізнес-інкубатор (англ. Business incubator) — організація, яка надає на певних умовах і на певний час спеціально обладнані приміщення та інше майно суб'єктам малого та середнього підприємництва, що розпочинають свою діяльність, з метою сприяння у набутті ними фінансової самостійності. Окремим видом бізнес-інкубаторів є інноваційні бізнес-інкубатори та бізнес-акселератори.

## Визначення
- За визначенням Європейської Комісії: «Місце, де тільки що створені фірми зосереджені на обмеженому просторі. Його метою є збільшення ймовірності росту і виживання цих фірм шляхом надання їм будинку зі стандартним устаткуванням (телефакс, комп'ютерне устаткування і т. д.), адміністративної підтримки і набору послуг. Головний акцент робиться на місцевий розвиток і створення робочих місць. Технологічна орієнтація звичайно несуттєва».
- Національна Асоціація Бізнес Інкубації США визначає бізнес-інкубатор як «динамічний процес розвитку підприємств. Інкубатори опікують молоді фірми, допомагаючи їм виживати і рости під час стартового/початкового періоду, коли вони найбільш уразливі. Інкубатори забезпечують практичну адміністративну допомогу, доступ до фінансування й основні професійні і технічні послуги. Більшість інкубаторів також пропонують підприємницьким фірмам спільні офісні послуги, доступ до устаткування, гнучкі умови оренди і розширюваний простір — усі під одним дахом. Головна мета програми інкубації — готувати і випускати успішні підприємства, що є фінансово життєздатними й автономними, коли вони залишають інкубатори, звичайно через 2 чи 3 роки».

## Функції
- надання приміщення для офісів/майстерень на умовах оренди, часто (у деяких містах/центрах) за цінами нижчими від ринкових і з гнучкими умовами одержання додаткового місця за вимогою,
- адміністративні і технічні послуги (телефон, копіювання, приміщення для конференцій/зустрічей, секретаріат і т. д.)
- консалтинг/бізнес-планування для починаючих і потенційних підприємців. Також можливий широкий набір інших (консалтингових) послуг, трансфер технологій, пропозиції по проведенню семінарів і тренінгів і т. д.
- допомога із залученням венчурних інвестицій
- вихід на IPO та інші способи додаткового залучення коштів шляхом продажу акцій стартапу

## Терміни та поняття
Компанії-клієнти та орендарі бізнес-інкубатора  — учасники програми інкубації, що орендують приміщення інкубатора. За плату вони користуються послугами персоналу інкубатора і ресурсною мережею інкубатора.
Партнер інкубатору (англ. Incubator associate business) — компанія, що використовує інфраструктуру і послуги, що пропонуються бізнес-інкубатором, але не займає фізичний простір інкубатора і підтримує з ним формальний зв'язок. Це може бути як тільки що створена, так і вже працююча на ринку компанія.
Політика щодо компаній-клієнтів інкуба́тора (англ. Exit policies for incubator client companies) — критерії чи вимоги, яким повинна відповідати компанія для виходу з бізнес-інкубатора, у більшості випадків є гнучкими. Деякі інкубатори можуть вимагати відновлення договору про оренду щорічно, раз у півроку чи, у деяких випадках, щомісяця. Хоча цілком можливо, що ця вимога не може бути змінена внаслідок переговорів, деякі інкубатори прагнуть знайти краще рішення для кожного окремого підприємства у випадку, якщо умови договору про оренду можуть стати перешкодою для успіху їхнього клієнта в майбутньому.
Технологічний центр — бізнес-інкубатор, що має зв'язки з університетом, дослідницьким інститутом, або технологічними компаніями.
Інкубатори загального призначення (англ. Mixed use incubator) створюють сприятливі умови для росту усіх видів компаній; для підприємства, що розміщуються в інкубаторі загального призначення, визначена спеціалізація не є обов'язковою. Серед компаній, що знаходяться в такому інкубаторі, можуть бути підприємства сфери обслуговування, торгівлі, нешкідливої промисловості, технологічні й інші фірми.

## В Україні
Happy Farm — перший повноцінний бізнес-акселератор та інкубатор в Україні.
Startup Ukraine — бізнес-інкубатор, що працює у форматі освітнього центру та пошуку приватних та інституційних інвесторів.
SectorX — акселератор запущений в Unit.City у Києві.

## Неприбутковий бізнес-інкубатор
Неприбутковий бізнес-інкубатор (Nonprofit business incubator)  — бізнес-інкубатор, що створений у формі громадської організації, фонду чи асоціації, метою якого не є отримання прибутку. Такі інкубатори найчастіше створюються у формі об'єднань громадян громадської організації.
Прикладом такого інкубатора в Україні став 1991 Open Data Incubator запущений в 2016 році.